# Respire encore
Singles de Clara Luciani
Amour toujours
(2021) Cœur
(2022)
Pistes de Cœur
Tout le monde (sauf toi)
(4) Amour toujours
(6)
Respire encore est une chanson écrite, composée et interprétée par Clara Luciani et cocomposée par Ambroise Willaume. La chanson est sortie le 11 juin 2021 en tant que deuxième single officiel de l'album  Cœur, sorti le même jour.

## Historique
Respire encore est sortie le 11 juin 2021. La chanson fait ainsi écho au déconfinement après une longue durée de restrictions sanitaires, alors que Clara Luciani l'a écrite pour raconter la liberté retrouvée d'une amie proche à la suite d'une relation toxique.
Par ailleurs, la sœur de Clara Luciani, Ehla, chante les chœurs.

## Clip vidéo
Le clip est lui aussi sorti le 11 juin 2021 et a été réalisé par Laura Sicouri. Il est coloré et met en scène la chanteuse entourée de danseurs qui s'adonnent à la fête dans un manoir,.

## Crédits
- Écrit par Clara Luciani
- Composé par Clara Luciani et Sage
- Produit par Sage, Breakbot, Pierrick Devin
- Basse: Laurent Vernerey
- Batterie: Vincent Taeger
- Guitare: Sage
- Piano: Sage
- Percussions: Abraham Mansfaroll
- Cordes: Hugues Borsarello, Pauline Lavacry, Mathilde Borsarello Herrmann, Alix Catinchi, Phillipe Morel, Pauline Vernet, David Braccini, Pavel Guerchovitch, Laure Simonin, Sylvain Favre-bulle, Alice Bourlier, Hélène Decoin, Verena Chen, Boris Blanco, Rozarta Luka, Lison Favard, Marco Theves, Christelle Lassort
- Chœurs additionnels: Ehla
- Mix: Pierrick Devin

## Classements

### Classements hebdomadaires
| Classement (2021)                       | Meilleure position |
| --------------------------------------- | ------------------ |
| Belgique (Wallonie Ultratop 50 Singles) | 12                 |
| France (SNEP)                           | 44                 |
| France (SNEP Radio)                     | 6                  |
| France (Digital Songs)                  | 2                  |

### Certification
| Pays   | Organisme | Certification | Seuil                            |
| ------ | --------- | ------------- | -------------------------------- |
| France | SNEP      | Diamant,      | 50 millions d'équivalent streams |

## Historique de sortie
| Pays   | Date         | Format                                | Label           |
| ------ | ------------ | ------------------------------------- | --------------- |
| France | 11 juin 2021 | Téléchargement, streaming, Clip vidéo | Romance Musique |